# Vicente Espinel

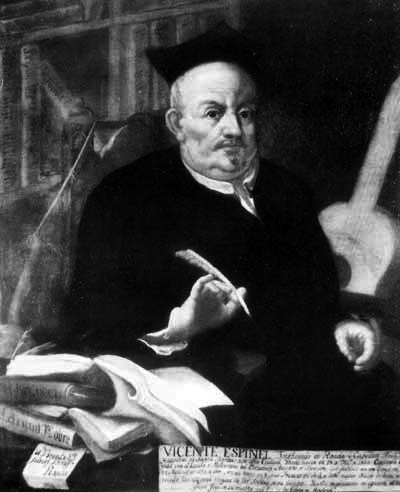
Másik arcképe

Vicente Espinel (Ronda, 1550. december 28. – Madrid, 1624. február 4.) spanyol költő és zenész, a spanyol irodalom jelentős alakja.

## Életpályája
Élete elég kalandos volt. Egyetemi évei után volt tengerész, olasz katona, végül életét mint felszentelt pap fejezte be.
Leghíresebb műve a Relaciones de la vida y aventuras del Escudero Marcos de Obregón (1618) című pikareszk regény, a kalandorregények spanyol típusa, amelynek több részletéből azután Alain René Lesage a Gil Blas című regényét merítette.

## Művei
- Obras completas
- Relaciones de la vida del escudero Marcos de Obregón
- Diversas Rimas de Vicente Espinel, beneficiado de las iglesias de Ronda, con el Arte poética y algunas Odas de Oracio, traduzidas en verso castellano
- Arte poetica, fordítás Quintus Horatius Flaccustól
- Canción a mi patria